# Jatropha bornmuelleri
Jatropha bornmuelleri là một loài thực vật có hoa trong họ Đại kích. Loài này được Pax mô tả khoa học đầu tiên năm 1910.